# John Pomfret
 (septembre 2019).
Pour les articles homonymes, voir Pomfret.
John Pomfret est un journaliste américain, éditeur au Washington Post.

## Biographie
Il est parmi les premiers américains à étudier en république populaire de Chine. Il couvre de nombreux conflits et est notamment finaliste du prix Pulitzer de 1998 pour sa couverture de la progression de Laurent-Désiré Kabila pendant la première guerre du Congo.